# Altwelt-Schraubenwurmfliege
Die Altwelt-Schraubenwurmfliege (Chrysomya bezziana) ist eine in Südostasien, im Mittleren Osten und in den tropischen und subtropischen Regionen Afrikas vorkommende Schmeißfliegenart, deren Larven bei Säugetieren parasitieren und eine Myiasis hervorrufen. Die Altwelt-Schraubenwurmfliege verursacht hohe wirtschaftliche Schäden in der Tierproduktion, selten werden auch Menschen befallen. Sie ähnelt in Aussehen und Lebensweise der Neuwelt-Schraubenwurmfliege.

## Morphologie
Imagines sind zwischen 8 und 12 Millimeter lang. Der Körper von C. bezziana ist metallisch grün oder blau. Der vordere Kopfbereich ist gelb und trägt feine gelbe Haare. Die Bauchtergiten zeigen am Hinterrand eine dunkle Streifung, die Beine sind schwarz oder dunkelbraun. Die Flügel sind bis auf ihre Basis durchscheinend. Die vorderen Tracheenöffnungen sind dunkelbraun bis orange.
Das dritte Larvenstadium ist weich und hat bis auf das letzte Segment keine sichtbaren Fortsätze.

## Lebenszyklus
Das Weibchen der Altwelt-Schraubenwurmfliege legt bis zu 245 Eier in Wunden (einschließlich Bauchnabel Neugeborener) oder feuchte Körperöffnungen ihres Wirts. Nach wenigen Stunden schlüpfen die Larven, die sich von Gewebe und Körperflüssigkeiten des Wirts ernähren. Nach der Häutung zum Larvenstadium 2 und 3 lassen sich die Larven 6 bis 7 Tage nach der Eiablage zu Boden fallen und verpuppen sich.

## Schadwirkung und Bekämpfung
Die Larven von C. bezziana verursachen eine Myiasis umfangreicher Zerstörung des befallenen Gewebes. Es treten schmerzhafte, blutende oder eiternde geschwürige Wunden auf, die sich sekundär infizieren können. Die Larven können selbst Knochengewebe zerstören. Schwere Fälle können zum Tod führen.
Beim Menschen wurde der Parasit erstmals 1909 in Indien beschrieben, seitdem wurden mindestens 291 Fälle beobachtet. Die Erkrankung wird vor allem durch schlechte hygienische Bedingungen, hohes Alter und chronische Begleiterkrankungen begünstigt. Dies erklärt, dass lediglich in 16 der 44 Länder, in denen der Parasit vorkommt, auch Erkrankungen des Menschen beobachtet werden. Hauptsächlich befallene Körperregionen sind Mund, Gliedmaßen, Damm, Leiste, Ohr, Augen, Nase, Kopf und Rumpf. Die Behandlung besteht in der Entfernung der Larven und dem Auftragen von Terpentinöl oder anderen, die Larven erstickenden Flüssigkeiten.
Bei Tieren wurde der Parasit erstmals 1909 bei Rindern in Belgisch-Kongo beschrieben. Die Behandlung befallener Tiere ist aufwändig und schwierig. Sie besteht in der Injektion von Ivermectin oder der oralen Verabreichung von Nitenpyram und zusätzlich einer aggressiven chirurgischen Entfernung der Larven und des befallenen Gewebes. Eine Studie bei Katzen konnte mit einer einmaligen Behandlung mit Lotilaner eine vollständige Eliminierung des Parasiten erreichen.